# Scopula curvimargo
Scopula curvimargo là một loài bướm đêm trong họ Geometridae.